# 얼스터 스코트어
얼스터 스코트어(Ulster Scots/Ullans/Hiberno-Scots/Scotch-Irish)는 얼스터에서 사용되는 스코트어의 방언이다. 북아일랜드의 6개 주와 아일랜드의 3개 주에서 쓰인다.

## 역사
주로 스코틀랜드 게일어를 사용하던 스코틀랜드인들은 15세기부터 얼스터로 이주하였다. 하지만 스코트어를 사용하는 스코틀랜드 저지인들은 얼스터 식민지가 건설되기 시작한 17세기에 약 20만 명 가량의 대규모 이주가 시작되어 1690년대에는 정점에 이르렀다. 스코틀랜드인들의 개척중심지에서는 잉글랜드인의 5~6배에 달하는 스코틀랜드인이 정착하였다.
얼스터의 스코트어는 아일랜드 영어 가운데 중부 얼스터 영어와 얼스터 아일랜드어의 영향을 받았다. 특히 얼스터 사람들 대부분이 쓰는 중부 얼스터 영어의 영향은 지대하다. 그로 인해 얼스터 스코트어의 방언들은 '보다 스코트어적인가' '보다 영어적인가'로 묘사되기도 한다. 얼스터에서 얼스터 스코트어의 세력 약화가 진행되어 특히 벨파스트 교외 통근권(Belfast commuter belt)에서는 소멸되었다.
비록 스코트어의 변종 언어로 사용된다고 하지만, 영어 방언으로 다양한 저지 스코트어 가운데에서 일부는 얼스터 스코트어는 고유 언어라고 주장했다. 비구조 언어학의 인식은 적어도 1개의 대학원에서 이에 대한 논쟁이 있었지만, 유화적으로 끝났다. "실용 얼스터 사전"(The Concise Ulster Dictionary)의 편집자인 Dr. Caroline Macafee는, "얼스터 스코트어는 - 중략 - 분명히 중부 스코트어의 방언이다."에서 설명했다. 반면에, Aodán Mac Póilin은 "얼스터 스코트어가 독립적인 언어라는 주장은, 스코트어 자체가 확고하지 못한 상태에서 나온 것이므로 무의미하다. 따라서 언어학적 논쟁이 될 수 없다."라고 하였다. 독일의 언어학자인 하인츠 클로스(Heinz Kloss)가 발전시킨 아우스바우슈프라헤(Ausbausprache)의 표준 사용은 얼스터 스코트어는 압스탄트슈프라헤(Abstandsprache)이상으로 배치되는 것이 아니었을 때부터 저지 스코트어의 (cf. 영국과 미국 영어)의 국가 방언이나 Spielart로 오직 자격이 주어질 때나, 또는 '최소한의 발산'은 체계화와 표준화를 통해서 언어의 지위를 이루는 것이 가능하다고 말했다. 스코트어의 4개의 변형의 - 다른 고립된 언어인 북부와 남부 스코트어 - 얼스터 스코트어는 주요한 중부 스코트어의 변형에서 나와서 일반적으로 구분할 수가 없이 일반적으로 오직 옛날식으로 표기한다.

## 명칭
얼스터 스코트어 사용자들은 스스로의 언어를 단순히 Scots, Braid Scots 또는 Scotch라고 부른다. 제임스 오어(James Orr)의 아일랜드 소작농의 죽음과 매장(The Irish Cottier's Death and Burial)에서 "To quat braid Scotch, a task that foils their art; For while they join his converse, vain though shy, They monie a lang learn'd word misca' an' misapply"로 표현되어 있다.

### 율란
율란(Ullan)은 얼스터와 랄란(Lallans)합병중에 저지 스코틀랜드인에 의해서 "저지 스코트어"는 아마추어이자 정치인이었던 이안 애덤슨(Ian Adamson)이라는 내과의사에 의해 만들어졌다. "얼스터 스코트어 연구회"잡지는 "율란"으로 붙였다. 표면상으로 "얼스터 스코트어는 문학과 고유한 말의 축약형"(Ulster-Scots language in literature and native speech)에서 나왔지만 마지막에는 다른것으로 제한했다. 독일의 언어학자 만프레트 괴를라흐(Manfred Görlach)는 "얼스터 스코트어"(역사적으로 다양한 표현)와 "율란"(문학적으로 소생한 언어)을 다른 언어로 구별했다.

### 히베르노 스코트어
"얼스터 스코트어", "히베르노 스코트어"와 다르게, 특별하게 전통적으로 나타나는 경우가 있다. 소설가 윌리엄 칼턴(William Carleton)은 그의 저자의 첫 번째 편집 사문에서 그의 아일랜드인 소작농 특색과 이야기(Traits and Stories of the Irish Peasantry, vol. 1, 1번째 이야기, 1830년, 더블린에서 발간)과 "Scoto-Hibernic jargon"에서 이와 같이 밝혀냈다. 언어 학자인 제임스 밀로이(James Milroy)는 1980년대초반에 "Hiberno-Scots"기간에 이 단어를 사용했다.

## 사용자
20세기 중반에, R. J. 그레그(R. J. Gregg)라는 언어학자는 얼스터 스코트어 사용자들의 정보를 저지 스코트어 사용지역에 근거를 두어내면서 지리학적으로 얼스터 스코트어 사용지역을 찾아냈다. 1999년 북아일랜드 인생과 타임즈의 조사는 북아일랜드 주민의 2%가 얼스터 스코트어를 사용한다는 것을 발견했다. 얼스터 스코트어는 총 사용자가 3만명이 있는 지역의 공동체 합계 지역에서 사용되고 있다는 것을 의미한다(더니골주(County Donegal)는 포함 안한다). 일부 지도자는 얼스터 스코트어는 10만명이 사용한다고 주장했다. NILTS 형태가 정확하다면, 이 수치는 더니골에서 7만명의 얼스터 스코트어 사용자에게 좌우지된다고 하지만, 이것은 비현실적이다. 2001년의 조사에 따르면, 스코틀랜드에서 태어난 북아일랜드 주민은 1만6,772명이었다. 1996년의 연구에서 런던의 호적 본사 장관은 스코틀랜드 자신이 믿는 그들 사이에 저지 스코트어 사용자의 비율이 30%로 비슷하다면, 스코틀랜드에서 태어난 사용자의 숫자는 5,031명이다. 이 수치는 7명 가운데 1명이거나 관할구의 스코틀랜드에서 태어난 14%의 사용자에 대한 것을 만들어 줬다.

## 유산
최근 몇 년 동안에 얼스터 스코트어의 견해는 계속 변했다. 일부는 얼스터 스코트어가 "저급 영어"라고 비웃는다. 

## 발음
얼스터 스코트어 발음에 대한 것은 스코트어 발음법을 참조.

## 같이 보기
- 얼스터
- 얼스터 스코틀랜드인
- 얼스터 아일랜드어
- 스코트어 사전
- 스코트어의 역사
- 영국의 언어